# 普羅格雷索 (烏拉圭)

普羅格雷索（西班牙語：Progreso），是烏拉圭的城鎮，位於該國南部，由卡內洛內斯省負責管轄，始建於1871年11月15日，距離蒙得維的亞29公里，海拔高度70米，2011年人口16,244。
34°39′54″S 56°13′10″W / 34.66500°S 56.21944°W